# Cipriano José Veloso Viana
Cipriano José Veloso Viana (? — ?) foi um político brasileiro.
Foi 2º vice-presidente da província do Maranhão, exercendo a presidência interina de 14 de setembro a 14 de outubro de 1885.